# Stiglmaierplatz (metrostation)
Stiglmaierplatz is een metrostation in de wijk Maxvorstadt van de Duitse stad München. Het station werd geopend op 8 mei 1983 en wordt bediend door de lijnen U1 en U7 van de metro van München.